# 鹿楓堂よついろ日和
『鹿楓堂よついろ日和』（ろくほうどうよついろびより）は、清水ユウによる日本の漫画作品。『ゴーゴーバンチ』（新潮社）にて、Vol.1からVol.20まで連載。同誌の休刊に伴い、同社の『月刊コミック@バンチ』に移籍して2018年3月号から連載を再開。同誌がリニューアルして『月刊コミックバンチ』となってからも、引き続いて創刊号の2018年6月号から最終号の2024年5月号まで連載。同誌がリニューアルして『コミックバンチKai』となってからも、移籍して2024年5月3日より連載されている。2021年12月時点で累計部数は150万部を突破している。
同じ設定・同じキャラが登場する前作として『甘美男子茶房』『甘美男子』（共にマッグガーデン）があるが、設定など細かいところで違いがあり、別軸の新たなストーリーとなっている。
メディアミックスとして、2018年にテレビアニメが放送された。また、2022年1月から3月まで、テレビ朝日系列でテレビドラマが放送された。

## あらすじ
和風喫茶・鹿楓堂（ろくほうどう）が舞台のグルメ漫画。鹿楓堂では店主・料理人・パティシエ・バリスタの4人のスペシャリストが働いており、美味しい甘味や食事を提供しながら様々な客の悩みにそっと寄り添う。時に4人のバックグラウンドにも触れつつ1～2話完結方式がとられているハートフルストーリー。

## 登場人物

### 鹿楓堂
スイ / 東極 京水（とうごく きょうすい）
声 - 諏訪部順一（幼少期：千本木彩花）
鹿楓堂の現店主でお茶&ホール担当。祖父から鹿楓堂を引き継いだ。看板猫きなこを溺愛する大の猫好きで、猫の話題への食いつきは凄まじい。
本人に自覚はないが料理が苦手で、ほぼ必ず謎の物体を生産してしまうため、スタッフ3人はなるべく料理をさせないよう努めている。
大企業『イーストサイドグループ』の現社長の息子だがイーストサイドの仕事には一切関わっておらず、実家（および一族）とは疎遠な様子。出自も隠したがる節がある。
私服も着物で、プライベートで外出する際も部屋着もすべて着物である。
（客や通行人の心の中などで）インテリ系眼鏡イケメンと称されることが多く、椿曰く「ビーチが似合わない」タイプ。
ときたか / 永江 ときたか（ながえ ときたか）※漢字不明
声 - 中村悠一
鹿楓堂の料理と食器担当。陶芸家としての顔も持ち、近所で陶芸教室を開いている。
スイと同級生で中学時代の友人。年齢の割に趣味や立ち居振る舞いが非常に渋く、おっとりとしている。時代劇や演歌を好み、年配の人にモテる。
小学生時代に事故で両親を亡くしており、叔父に育てられた。『悲劇の天才少年陶芸家』としてメディアの注目を浴びてしまいしつこく追われたこともあるが、それでも陶芸の道は捨てられなかった。
鹿楓堂を継いだばかりのスイが店で使う食器を探していた時期に再会。食器を提供する他にも何か協力できることはないかと（スイが作る料理がとんでもなく酷いことも知っていたため）、料理担当として働くこととなった。
元国体選手だった叔父に卓球も教わっており、卓球のこととなると人が変わる。スイ曰く『眠り龍』。
ぐれ / グレゴーリオ・ヴァレンティノ
声 - 小野大輔
鹿楓堂の珈琲&ホール担当。ムードメーカー的存在。
イタリア人と日本人のハーフで、出身地のイタリアで修行していたバリスタ。何かと面倒見の良い兄貴分であり「世界中の人を笑顔にするのが夢」「だから俺の関われる人から笑顔にしていきたい」と語る。
運動が得意かつ多趣味。アヒルボートが大好きで「アヒルボート同好会」の会長も務める。絵を描くことも好むが芸術センスが非常に独特（本人に自覚なし）なため、ラテアートを施すと謎の模様と化してしまう。味は抜群に美味しくラテアートが奇怪というギャップがある意味名物となっており、口コミサイト等で「一度は飲むべき」と高評価を得ている。
つばき / 中尾 椿（なかお つばき）
声 - 山下大輝
鹿楓堂のスイーツ担当。4人の中では最年少。
製菓学校卒の和菓子職人。訳あって人との深い関わりが苦手で色んな和菓子店を転々としていた。やがてお菓子を作る楽しさも分からなくなってしまい、製菓の道自体を辞めようとしていた時期に、偶然スイと出会う。とある和菓子の再現を写真一枚とスイの記憶しか情報源がない状況で依頼され、その過程を経て製菓の楽しさを再び取り戻すことができた。また、スイがその誠実な仕事ぶりに惚れ込んだことで正式に鹿楓堂の和菓子職人となった。
スイーツ研究も兼ねての食べ歩きが趣味。健啖家で、人が驚くほどの量をぺろりと食べる。暑さ寒さに弱いため過ごしやすい秋の到来を心から喜んでいる。毒舌家で、主にぐれ（の謎センス）に対するツッコミ役でもある。
きなこ
声 - 天﨑滉平
鹿楓堂の看板猫。街の路地裏でスイに拾われ、スイに溺愛されている。スイのパソコン内には膨大な量のきなこの写真が収められている。
よく店先の縁台でのんびりくつろいでおり、客にも可愛がられているが、店の中には入ってこない。茹でたササミが好物。

### その他
東極 京之介（とうごく きょうのすけ）
声 - 津田英三
スイと八京の祖父で、鹿楓堂を作った先代店主。病気で数年前に他界している。
息子（＝スイと八京の父親）は大企業・イーストサイドグループの社長。しかし京之介が企業側にどの程度関わっていたのかは作中で一切明言されておらず、一族の中での立ち位置も謎のままである。ただし京之介時代の鹿楓堂を知る客によれば、鹿楓堂は「数十年前」の時点で存在したこと、またスイの子供時代の回想によれば自身が営む鹿楓堂について「（息子の事業を念頭に置いた発言として）これくらいがちょうどいいんだ」と発言していたこと等から、事業拡大を続けるやり手の息子と必ずしも方針が一致していなかったことは推測可能となっている。
東極 八京（とうごく やきょう）
声 - 前野智昭（幼少期 / 中学時代：澁谷梓希）
スイの双子の兄で「ホテルイーストサイドグループ」の副社長。スイとの間には何らかの深い溝があり現在は疎遠な様子。
一卵性の双子なので容姿はスイとそっくりだが、穏やかで明るい性格のスイとは違い、本心を人に明かさず常に無口無表情。幼少時より父親から後継ぎとしての期待をかけられており、自分の進路に選択の余地などないと考えていた。そのまま次期社長として現在も企業の仕事をしている。
子供のころはスイと仲が良く、祖父の家でもある鹿楓堂によく二人で遊びに行っていたが徐々に仲が拗れてゆき、中学時代に本格的に会話がなくなってしまった。
真面目で勤勉、ホテルも居心地の良い場所にするべく働いているが、仕事のために睡眠時間を削り家にはほぼ寝に帰るだけ。誰かと打ち解けて話すこともなく自分を殺すような生き方をしている。唯一パティシエの角崎にだけはほんの少しだけ心を許している節があり、購入してくる変な土産物は律儀に使っている。見慣れない食材を貰ってしまった際も角崎を頼って料理の仕方を尋ねている。（こちらはスイとは違い調理工程が遅いだけで、時間をかければちゃんとした料理を作れる）
角崎 英介（つのざき えいすけ）
声 - 鳥海浩輔
『ホテルイーストサイドグランデ』の若き新星にして鬼才のパティシエ。本職はパティシエだがイーストサイドグループが主催するスイーツコレクションの企画にも関わっている描写がある。
口八丁で事態を引っ掻きまわすのが好きな性格。八京と二人きりの時は「京くん」と呼ぶ。無愛想かつ上司であるはずの八京に一方的かつ強制的に絡んでゆける唯一の人物。
八京の自分を殺すような生き方をひそかに気にかけており、無理やり食事に引っ張り出したりわざと変な土産物を渡したりと強制的に息抜きをさせている。
獅子島 晃（ししじま あきら）
スイと八京の従兄弟。子供のころはよく双子とともに鹿楓堂に遊びに行っていた。
白米が大好きで特におにぎり大好き。鹿楓堂に来店して以来ときたかの料理（特に塩むすび）の大ファンで、ときたかを師匠と呼んでいる。
イーストサイドグループの社長である叔父（＝スイ達の父親）の仕事に強く憧れており、ホテル業界で務めた後にイーストサイド本社に就職した。
現在スイとは友好的な関係だが、八京が本当に心から望んで社長を継ぎたいのかどうかについては疑問視している。
天神 猛彦（あまがみ たけひこ）
声 - 石原凡
茶屋『あまがみや』の店主（この場合の茶屋とは茶葉専門店の意）。
茶葉に対して強い情熱を持つ職人。気性が激しく、いい加減な気持ちの者には茶葉を売らない「難しい店」として名が通っているが、扱う茶葉の質も保管状態も自他ともに認める一級品。
初登場時はもう茶屋が必要とされていないと感じており『あまがみや』を畳もうと（激怒しながら）考えていたが、茶葉を卸してくれる店を探していたスイおよび鹿楓堂と出会う。鹿楓堂を「良い店だ」「いい仕事をしている」と認め、『あまがみや』も継続させて茶葉を卸す運びとなった。
元々甘いものは好きではなかったが、椿が『あまがみや』の茶葉を使用して作った緑茶シフォンケーキを食べて以来、すっかり鹿楓堂の甘味のファン。「味が落ちていないかチェック」を名目に週数回来店している模様。
天神 小鶴（あまがみ こつる）
声 - 石見舞菜香
『あまがみや』の孫娘である中学生。お茶全般が大好きで、祖父の店で扱うお茶が一番好き。飲んだだけで茶葉の銘柄を当てることができる。本人は「お茶が好きなだけ」と自覚はないが相当なお茶通。将来は祖父の店を継ぎたいと思っている。
神子 洸一郎（かみこ こういちろう）
鹿楓堂の近所にあるイタリアン『まりのごはん』の店主で、腕の良いシェフ。少し天然の一面がある。
妻の巴（ともえ）を病気で亡くしたことで店を閉めていたが、4年ぶりに再開した。評判の良い店でランチも出すため鹿楓堂とはライバルにあたるが、プライベート込みで良い関係を築いている
小学生の娘と二人暮らし。仕事でまりを十分に構ってやれないのが悩みだが、娘思いの良き父親。
神子 まり（かみこ まり）
洸一郎の娘。猫好きできなこのことも大好き。健気に父親を気遣う心優しい小学生。千利のことはお兄ちゃん感覚でよく懐いている。
よく登下校中にきなこを撫でに来る。スイとは猫好き同士の「猫友」である。
花岡 千利（はなおか せんり）
洸一郎の料理に惚れ込んでいる見習い兼、ホール担当。
鹿楓堂を「美味しくて提供も早くて悔しい」「あんな店が近所にあるなんて聞いてない」と明確にライバル視しており、口悪く威嚇していることが多い。しかしその口ぶりとは裏腹に「敵情視察」の名目でよく来店し、綺麗に完食してゆく。また、唯一ときたかのことだけは自分の祖父と重ねて心を開いている様子。
まりと仲が良く、実質お兄ちゃんがわり。
自分には将来の夢も特技もなく、なんとなくフリーターをやっていた時に洸一郎の料理に出会って感動したと本人は語っており、その流れは事実だが、後の回でまりの布製バッグ（巴が遺した手作りパッチワークのバッグで一部が破れてしまった）を修繕した際に手芸の腕が抜群に良いことが判明している。
北沢 青爾（せいじ）
ときたかの叔父。ときたかの母親の弟にあたる。両親を交通事故で亡くしたときたかを引き取り、育てた人物。
物静かで寡黙な性格で、山奥で作陶したり小さな畑を作ったりしながら静かな生活をしている。ときたかが陶芸の道に進むこととなったきっかけの人物であり、他にも畑仕事・料理・卓球など色々なことをときたかに教えた。
16巻で正式に登場。ときたかが早くに両親を亡くしたことと叔父に育てられたことだけは序盤から判明していたが、叔父の姿はすべて顔が見えないアングルで描かれており名前も不明、父方の伯父なのか母方の叔父なのかも長らく不明であった。
ときたかがメディアに注目されしつこく追われることとなってしまい、自分が陶芸を教えたばっかりにときたかから平穏な生活を奪ったのではないか…と負い目を抱えていた。

## 書誌情報
- 清水ユウ 『鹿楓堂よついろ日和』 新潮社 〈BUNCH COMICS〉、既刊21巻（2025年5月9日現在）
  1. 2014年7月9日発売[12]、ISBN 978-4-10-771756-6
  2. 2015年3月9日発売[13][14]、ISBN 978-4-10-771803-7
  3. 2015年11月9日発売[15]、ISBN 978-4-10-771849-5
  4. 2016年4月9日発売[16]、ISBN 978-4-10-771887-7
  5. 2016年12月9日発売[17]、ISBN 978-4-10-771940-9
  6. 2017年6月9日発売[18]、ISBN 978-4-10-771887-7
  7. 2017年11月9日発売[19]、ISBN 978-4-10-772024-5
  8. 2018年4月9日発売[20]、ISBN 978-4-10-772070-2
  9. 2018年10月9日発売[21]、ISBN 978-4-10-772126-6
  10. 2019年3月9日発売[22]、ISBN 978-4-10-772166-2
  11. 2019年10月9日発売[23]、ISBN 978-4-10-772222-5
  12. 2020年4月9日発売[24]、ISBN 978-4-10-772275-1
  13. 2020年10月9日発売[25]、ISBN 978-4-10-772326-0
  14. 2021年4月9日発売[26]、ISBN 978-4-10-772379-6
  15. 2021年10月8日発売[27]、ISBN 978-4-10-772437-3
  16. 2022年4月8日発売[28]、ISBN 978-4-10-772489-2
  17. 2022年12月8日発売[29][30]、ISBN 978-4-10-772551-6
  18. 2023年7月7日発売[31][32]、ISBN 978-4-10-772622-3
  19. 2024年3月8日発売[33]、ISBN 978-4-10-772693-3
  20. 2024年11月9日発売[34]、ISBN 978-4-10-772766-4
  21. 2025年5月9日発売[35]、ISBN 978-4-10-772832-6

## テレビアニメ
2017年10月7日発売の『ゴーゴーバンチ』Vol.19でテレビアニメ化を発表。2018年4月から6月まで、AT-Xほかにて放送された。

### スタッフ（テレビアニメ）
- 原作 - 清水ユウ[9]
- 監督 - 神谷友美[9]
- シリーズ構成 - 赤尾でこ[9]
- アドバイザー・音響監督 - 佐藤卓哉[9]
- キャラクターデザイン - 安食圭[9]
- 料理デザイン・料理作画監督 - 伊藤憲子[9]
- サブキャラクター・プロップデザイン - 郷津春奈[11]
- 衣装デザイン - 島沢ノリコ、本多恵美
- 色彩設計 - 品地奈々絵[11]
- 美術監督 - 小倉宏昌[9]
- 美術設定 - 佐々木洋
- 3DCG - Felix Film
- 撮影監督 - 口羽毅[11]
- 編集 - 平木大輔[11]
- 音楽 - 渡辺剛[11]
- 音楽制作 - ミュージックブレインズ
- 音楽プロデューサー - 二宮直樹
- プロデューサー - 榎谷純一、大貫一雄、河本紗和、飛田野和彦、高木隆行、礒谷徳知、更井謙介、米森裕人
- アニメーションプロデューサー - 新宅潔
- プロデュース - GENCO[9]
- アニメーション制作 - ZEXCS[9]
- 製作 - 鹿楓堂よついろ日和製作委員会[9]（新潮社、ギャガ、KADOKAWA、GYAO、グローバルソリューションズ、鐘通インベンスメント、AT-X、テレビ東京メディアネット、鷲奇大地、GENCO）

### 主題歌
「桜色クリシェ」
akiによるオープニングテーマ。作詞はココ亜、作曲は手塚祐太、編曲は悠木真一。
「Clover」
Coffee Creamers作曲、渡辺剛編曲によるエンディングテーマ。最終回である第12話では、東極京水（諏訪部順一）、永江ときたか（中村悠一）、グレゴーリオ・ヴァレンティノ（小野大輔）、中尾椿（山下大輝）が歌唱するバージョンが使用された。

### 各話リスト
| 話数     | サブタイトル                                 | 脚本     | 絵コンテ     | 演出                  | 作画監督                                                       | 総作画監督                          | 猫総作画監督 |
| -------- | -------------------------------------------- | -------- | ------------ | --------------------- | -------------------------------------------------------------- | ----------------------------------- | ------------ |
| 第一話   | 喫茶 鹿楓堂へようこそ                        | 赤尾でこ | 神谷友美     | 神谷友美 黒柳トシマサ | 加藤真人、松下郁子 稲津辰宣、佐藤静香 しまだひであき、斉藤美香 | 郷津春奈 安食圭                     | 島沢ノリコ   |
| 第二話   | お茶屋の秘密                                 | 伊神貴世 | 新田靖成     | 新田靖成              | 佐藤静香、島沢ノリコ 斉藤美香                                  | 島沢ノリコ 安食圭                   | 島沢ノリコ   |
| 第三話   | スイーツトラップコレクション                 | 冨田頼子 | 長屋誠志郎   | 長屋誠志郎            | 松本翔吾                                                       | 松下郁子 安食圭                     | 島沢ノリコ   |
| 第四話   | 天丼サバイバーハプニングにゃー               | 冨田頼子 | 山本天志     | 山本天志              | 中重俊祐、高橋敦子                                             | 島沢ノリコ 安食圭                   | 高橋敦子     |
| 第五話   | 迷える子羊に愛の手を                         | 伊神貴世 | 金崎貴臣     | 横山和基              | 市川美帆                                                       | 郷津春奈 安食圭                     | 島沢ノリコ   |
| 第六話   | はじまりはオムライス                         | 赤尾でこ | 宮崎修治     | 宮崎修治              | 宮崎修治、山村俊了                                             | 松下郁子                            | -            |
| 第七話   | I 愛 アイスベジタブルパワー                  | 伊神貴世 | 大原実       | 髙田昌豊              | 佐藤静香、稲津辰宣 加藤照代、本田創一 加藤真人                 | 島沢ノリコ 北川大輔 加藤真人 安食圭 | -            |
| 第八話   | エスプレッソ・エスプレッシーヴォ             | 伊神貴世 | 新田靖成     | 新田靖成              | 中重俊祐、佐藤静香                                             | 島沢ノリコ 安食圭                   | 島沢ノリコ   |
| 第九話   | 不器用ヒーローモンブラン男子                 | 伊神貴世 | 山本天志     | 山本天志              | 山村俊了、大高雄太 嵩本樹、小橋陽介                            | 松下郁子 安食圭                     | 島沢ノリコ   |
| 第十話   | 彼女はまだ鹿楓堂を知らない喫茶店のナポリタン | 冨田頼子 | 長屋誠志郎   | 長屋誠志郎            | 高橋敦子、本多恵美 丸山匡彦、斉藤美香                          | 加藤真人 島沢ノリコ 安食圭          | -            |
| 第十一話 | 人生はハンバーグ                             | 赤尾でこ | 黒柳トシマサ | 黒柳トシマサ          | 松本翔吾                                                       | -                                   | 島沢ノリコ   |
| 第十二話 | 鹿楓堂 よついろ日和                          | 赤尾でこ | 神谷友美     | 神谷友美              | 杉本里菜、佐藤静香 加藤照代、山村俊了                          | 島沢ノリコ 松下郁子 安食圭          | 島沢ノリコ   |

### 放送局
| 放送期間                | 放送時間                     | 放送局   | 対象地域 | 備考                      |
| ----------------------- | ---------------------------- | -------- | -------- | ------------------------- |
| 2018年4月11日 - 6月27日 | 水曜 0:30 - 1:00（火曜深夜） | AT-X     | 日本全域 | CS放送 / リピート放送あり |
|                         | 水曜 22:00 - 22:25           | TOKYO MX | 東京都   |                           |
|                         | 水曜 23:00 - 23:27           | KBS京都  | 京都府   |                           |

| 配信開始日    | 配信時間        | 配信サイト |
| ------------- | --------------- | --- |
| 2018年4月11日 | 水曜 22:00 更新 | GYAO! |
| 2018年4月13日 | 金曜 12:00 更新 | dアニメストア |
| 2018年4月18日 | 水曜 0:00 更新  | ビデオパス J:comオンデマンド みるプラス FOD あにてれ ニコニコ動画 U-NEXT アニメ放題 アクトビラ Rakuten TV TSUTAYA TV ビデオマーケット DMM.com Amazonビデオ 青山シアター HAPPY!動画 |
| 2018年5月2日  |                 | バンダイチャンネル |

### BD / DVD
| 巻 | 発売日        | 収録話         | 規格品番   |
| -- | ------------- | -------------- | ---------- |
| 上 | 2018年7月25日 | 第1話 - 第6話  | ZMAZ-12171 |
| 下 | 2018年9月21日 | 第7話 - 第12話 | ZMAZ-12172 |

| 巻 | 発売日         | 収録話          | 規格品番   |
| -- | -------------- | --------------- | ---------- |
| 一 | 2018年7月25日  | 第1話 - 第3話   | ZMBZ-12181 |
| 二 | 2018年8月24日  | 第4話 - 第6話   | ZMBZ-12182 |
| 三 | 2018年9月21日  | 第7話 - 第9話   | ZMBZ-12183 |
| 四 | 2018年10月24日 | 第10話 - 第12話 | ZMBZ-12184 |

## テレビドラマ
2022年1月15日から3月19日まで、テレビ朝日系「オシドラサタデー」枠で放送された。主演は、同局の連続ドラマ初主演となる小瀧望。

### キャスト

#### 鹿楓堂
スイ / 東極京水（とうごく きょうすい）
演 - 小瀧望（ジャニーズWEST）（幼少期：後藤成貴）
ときたか / 永江ときたか（ながえ ときたか）
演 - 葉山奨之（幼少期：嶺岸煌桜）
ぐれ / グレゴーリオ・ヴァレンティノ
演 - 佐伯大地
椿 / 中尾椿（なかお つばき）
演 - 大西流星（なにわ男子）

#### その他
角崎英介（つのざき えいすけ）
演 - 白洲迅
東極八京（とうごく やきょう）
演 - 藤井流星（ジャニーズWEST）（幼少期：小林優太）
スイの双子の兄。ホテルイーストサイドグランデの社長。
神子洸一郎（かみこ こういちろう）
演 - 戸次重幸（準レギュラー、第5話 - 第8話）
鹿楓堂のライバル店に勤めるシェフ。天然でポンコツな一面も持つ。
神子まり（かみこ まり）
演 - 加藤柚凪（準レギュラー、第5話 - 第8話）
洸一郎の娘。きなこへの会いたさに洸一郎とよく鹿楓堂に来店する。
花岡千利（はなおか せんり）
演 - 西垣匠（準レギュラー、第5話 - 第8話）
洸一郎の見習いシェフ。椿にライバル心を持つ。

#### ゲスト

##### 第1話
桜田つばさ
演 - ファーストサマーウイカ（第2話）
仕事に追われて休むことを忘れた女性。
天神猛彦（あまがみ たけひこ）
演 - 伊武雅刀
お茶屋の店主。廃業を決意している。
天神小鶴（あまがみ こつる）
演 - 田畑志真
猛彦の孫。中学生の女子。
天神サエ（あまがみ サエ）
演 - 勝倉けい子
猛彦の妻。
東極京之介
演 - 藏内秀樹（第9話）
スイと八京の祖父。故人。

##### 第2話
柴野亮平（しばの りょうへい）
演 - ゆうたろう
ボロボロに疲れきった新人サラリーマン。
桜田文彦（さくらだ ふみひこ）
演 - 津田寛治
つばさの父。妻を亡くし、無気力な日々を過ごす。

##### 第4話
砂金宏和（いさご ひろかず）
演 - 脇知弘
林に片思いをするゴツい男性記者。
林朝子（はやし あさこ）
演 - 織田梨沙
砂金が記者を務めている雑誌の編集長。

##### 第6話
渡辺洋（わたなべ よう）
演 - 翔
ぐれがジョギングコースで出会う高校生。
リュウジ
演 - 曽田陵介
アヒルボート同好会メンバーの一人。
マスター
演 - アルベルト・リカンドロ

##### 第7話
北沢青爾（きたざわ せいじ）
演 - 光石研
ときたかの叔父。
栗原
演 - 永岡佑
陶芸雑誌の記者。
女性客
演 - 古川優奈、古川結菜
ときたか目的で鹿楓堂へ来店する。

### スタッフ（テレビドラマ）
- 原作 - 清水ユウ『鹿楓堂よついろ日和』（新潮社『月刊コミックバンチ』連載中）[59]
- 脚本 - 泉澤陽子[43]
- 音楽 - 未知瑠[59]
- 主題歌 - ジャニーズWEST「黎明」（Johnny's Entertainment Record）[43]
- 監督 - Yuki Saito、柴田啓佑、佐藤恵梨子[59]
- カフェ監修 - アオヤマ エドモンズ（青山清和）、小山美光[60]
- 日本茶監修 - 奥村静二（NPO法人日本茶インストラクター協会）
- ロケ協力 - カフェえどもんず[60]、カフェギャラリー髙澤記念館、千葉県フィルムコミッション
- ゼネラルプロデューサー - 三輪祐見子（テレビ朝日）[59]
- アソシエイトプロデューサー - 都志修平（ジェイ・ストーム）[59]
- プロデューサー - 貴島彩理（テレビ朝日）、新野安行（ザフール）、疋田理紗（ザフール）[59]
- 制作協力 - ザフール
- 制作 - テレビ朝日、ジェイ・ストーム

### 放送日程
| 話数   | 放送日  | ラテ欄           | EPG欄                                         | 監督       |
| ------ | ------- | ---------------- | --------------------------------------------- | ---------- |
| 第1話  | 1月15日 | 鮭イクラだし茶漬 | 癒やしの鮭いくら茶漬け&濃厚抹茶白玉パフェ     | Yuki Saito |
| 第2話  | 1月22日 | サクふわ鳥天丼!! | サクふわ鳥天丼&まかない冬野菜カレー           | Yuki Saito |
| 第3話  | 1月29日 | ご褒美ナポリタン | ご褒美ナポリタン&思い出のいちごクリーム大福   | 柴田啓佑   |
| 第4話  | 2月05日 | ふわとろカツ丼!! | ふわとろカツ丼&恋するチョコレートラテ         | 佐藤恵梨子 |
| 第5話  | 2月12日 | 幸せのオムライス | 幸せふわふわパンケーキ&とろ〜り和風オムライス | Yuki Saito |
| 第6話  | 2月19日 | トロトロ豚角煮!! | トロトロ豚角煮&魅惑の和栗モンブラン           | 柴田啓佑   |
| 第7話  | 2月26日 | 肉汁ハンバーグ!! | 肉汁溢れるハンバーグ&たこ焼きパーティー       | Yuki Saito |
| 第8話  | 3月06日 | グラタン&鯖味噌  | 濃厚チーズグラタン&とろけるサバの味噌煮       | 柴田啓佑   |
| 第9話  | 3月12日 | 生フルーツサンド | 生クリームたっぷり贅沢フルーツサンド          | Yuki Saito |
| 最終話 | 3月19日 | 幸せお子様ランチ | みんなで食べる、大人のお子様ランチ            | Yuki Saito |

- 第8話は前日放送のスペシャルドラマ『津田梅子〜お札になった留学生〜』（21時 - 23時5分）[63]に伴う特別編成の関係で40分繰り下げられ、3月6日（日曜日、5日深夜）の0時10分 - 0時40分に放送された[64]。

| テレビ朝日系列 オシドラサタデー         | テレビ朝日系列 オシドラサタデー                | テレビ朝日系列 オシドラサタデー                            |
| 前番組                                  | 番組名                                         | 次番組                                                     |
| --------------------------------------- | ---------------------------------------------- | ---------------------------------------------------------- |
| 消えた初恋 （2021年10月9日 - 12月18日） | 鹿楓堂よついろ日和 （2022年1月15日 - 3月19日） | 俺の可愛いはもうすぐ消費期限!? （2022年4月16日 - 6月11日） |